# Lautentsprechung
Lautentsprechung (englisch sound correspondence) ist ein Terminus der historisch-vergleichenden Sprachwissenschaft. Er bezeichnet eine Serie von äquivalenten Lauten in genetisch verwandten Sprachen, die sich aus einem bestimmten Laut der Protosprache dieser Sprachfamilie ergeben haben.

## Indogermanische Lautentsprechungen
Als Beispiel dazu die Lautentsprechungen einiger wichtiger indogermanischer Sprachen (nach Watkins 2000, phonetische Darstellung übernommen).
| Indogermanisch     | *p | *t | *k | *kw   | *b   | *d | *g | *gw   | *bh | *dh | *gh | *gwh     | *s  |
| Hethitisch         | p  | t  | k  | ku    | p    | t  | k  | ku    | p   | t   | k   | ku       | s   |
| Sanskrit           | p  | t  | ś  | k/c   | b    | d  | j  | g/j   | bh  | dh  | h   | gh/h     | s/ṣ |
| Avestisch          | p  | t  | s  | k/c   | b    | d  | z  | g/j   | b   | d   | z   | g/j      | h   |
| Altkirchenslawisch | p  | t  | s  | k/č/c | b    | d  | z  | g/ž/z | b   | d   | z   | g/ž/z    | s   |
| Litauisch          | p  | t  | š  | k     | d    | d  | ž  | g     | d   | d   | ž   | g        | s   |
| Armenisch          | h  | th | s  | kh    | p    | t  | c  | k     | b   | d   | j   | g        | h   |
| Griechisch         | p  | t  | k  | p/t/k | b    | d  | g  | b/d/g | ph  | th  | kh  | ph/th/kh | h   |
| Lateinisch         | p  | t  | k  | qu    | b    | d  | g  | v     | f   | f   | h   | f        | s   |
| Altirisch          | -  | t  | c  | c     | b    | d  | g  | b     | b   | d   | g   | b        | s   |
| Gotisch            | f  | th | h  | hw/w  | p    | t  | k  | q     | b   | d   | g   | b/g      | s   |
| Althochdeutsch     | f  | d  | h  | hw/w  | p/pf | z  | k  | qu    | b   | t/d | g   | b/g      | s   |

## Sinotibetische Lautentsprechungen
Ein zweites Beispiel zeigt die Lautentsprechungen von Initialkonsonanten der Wortwurzel in einigen sinotibetischen Sprachen (nach Benedict 1972):
| Sinotibetisch | *p      | *t      | *k      | *b      | *d      | *g      | *ts      | *dz    | *s | *z | *h |
| Tibetisch     | p(h)    | t(h)    | k(h)    | b       | d       | g       | ts(h)    | dz     | s  | z  | h  |
| Jingpho       | p(h), b | t(h), d | k(h), g | b, p(h) | d, t(h) | g, k(h) | ts, dz   | dz, ts | s  | z  | ø  |
| Birmanisch    | p(h)    | t(h)    | k(h)    | p       | t       | k       | ts(h)    | ts     | s  | s  | h  |
| Garo          | p(h), b | t(h), d | k(h), g | b, p(h) | d, t(h) | g, k(h) | s, ts(h) | ts(h)  | th | s  | ø  |
| Mizo          | p(h)    | t(h)    | k(h)    | b       | d       | k       | s        | f      | th | f  | h  |

Die Laute nach dem Komma sind sekundäre Entwicklungen. Die alternative Aspiration ist nicht phonemisch.

## Von der Lautentsprechung zum Lautgesetz
Aus den Lautentsprechungen in genetisch verwandten Sprachen, die man systematisch aus möglichst vielen Wortgleichungen gewinnt, lassen sich die Phoneme der Protosprache rekonstruieren und schließlich die Lautgesetze dieser Sprachfamilie herleiten, z. B. indogermanisches protosprachliches /*p/ wird im Armenischen zu /h/, im Althochdeutschen zu /f/ und entfällt im Altirischen.
Jedoch muss beachtet werden, dass nur eine durch ein Lautgesetz abgesicherte Lautentsprechung zu einem Paar von Kognaten führen darf, da andernfalls die Gefahr besteht, dass zwar ähnlich klingende, aber nicht miteinander verwandte Wörter in falschen Bezug zueinander gesetzt werden. Ein bekanntes Beispiel sind die lateinischen und griechischen Wörter für „Gott“ deus und θεός theós. Beide Worte sind zwar einander ähnlich und bedeuten dasselbe, aber es gibt kein Lautgesetz, nach dem einem lateinischen d ein griechisches th entsprechen könnte. Lautgesetzlich müsste hier ein griechisches ζ dz stehen. Nach eingehenderer Untersuchung ergibt sich, dass der Eigenname des griechischen Hauptgottes Zeus (Ζεύς) das gesuchte Gegenstück zu lat. deus ist. θεός hingegen weist im älteren Griechischen einen Spiritus asper zwischen den beiden Vokalen auf, was auf ein noch älteres thesos verweist, das etymologisch gar nicht zu deus passen kann. Derartige Klang+Bedeutungsähnlichkeiten sind leider aus rein statistischen Gründen bei der geringen Anzahl an Phonemen in einer Sprache immer zu erwarten (vgl. z. B. zh. quǎn und lat. canis „Hund“), so dass Aussagen über Zusammenhänge zwischen Wörtern in unterschiedlichen Sprachen zwingend lautgesetzlich abgesichert werden müssen, um Plausibilität zu erhalten. Auf nichtuntermauerten Lautentsprechungen basierende Theorien über angebliche Sprachverwandtschaft sind leider oft anzutreffen, jedoch als unwissenschaftlich zu bewerten.